# STAND BY ME 哆啦A夢
《STAND BY ME: 多啦A夢 3D》是一部紀念《哆啦A夢》作者藤子·F·不二雄诞辰80週年的系列首部3D电影，於2014年8月8日在日本上映，內容结合了原著漫畫：《從未來之國千里迢迢而来》、《蛋中的静香》、《静香！再见！》、《雪山上的浪漫史》、《大雄的結婚前夜》、《再见哆啦A梦》和《哆啦A梦回來了》等篇目的经典剧情，由《永遠的三丁目的夕陽》系列與《永遠的0》編劇山崎貴執筆，由《麻吉妖怪島》导演八木龍一與山崎貴共同執導。
在2014年10月24日举行的东京国际电影节上，本片的英语配音版首次上映。續集《STAND BY ME 哆啦A夢 2》原定於2020年8月7日在日本上映，後因2019冠狀病毒病疫情而延期至2020年11月20日在日本上映。

## 剧情
本片剧情结合了原作中《从未来之国千里迢迢而来》、《蛋中的静香》、《静香！再见！》、《雪山上的浪漫史》、《大雄的结婚前夜》、《再见哆啦A梦》和《哆啦A梦回来了》等篇目的经典剧情。
住在日本東京都練馬區月見台茫原的小学四年级生野比大雄，不仅由于懒惰而学习成绩差，还总是被同学剛田武（胖虎）和骨川小夫欺负。他的玄孙野比世修有一天晚上从22世纪（2124年）来探望他，还给他带来了机器猫哆啦A梦。世修透露如果曾曾祖父（高祖父）大雄继续這樣下去，会引发禍害數代的灾难性后果：他将会娶胖虎妹妹胖妹，找不到工作便自己開私人公司，卻因大火被毁倒閉，并欠下到第五代都還不完的巨額债務。为了改變家族命運，世修才派遣哆啦A夢前來幫助大雄。
電影原創了一段原漫畫沒有的設定以連接劇情：雖然哆啦A夢之前曾偕同世修暗中觀察，卻始終百般不願意帮助大雄。世修为防止他返回未来，按下哆啦A梦的鼻子安置了「強制服從指令」，只要試圖回去就會從鼻子開啟電流，直到幫助大雄成功获得美好的未来生活。
哆啦A夢發現大雄暗戀同班同學源靜香已久，於是兩人決定試圖將原先結婚對象從胖妹改為静香，認為這是現階段改變未來的最佳根本方法。一面借給大雄許多便利的道具協助改善他的生活，一面同時警告他不要太过依赖道具。雖說大雄的狀況確實得到相當地改善，不過静香跟同班的資優生出木杉英才原先就相处得很好，經歷「先入為主蛋事件」後反而感情升溫。事件源於大雄為避免出木杉得到静香的心，哆啦A夢便拿出這個道具，但實際上不太贊成使用，因為道具效果強到幾乎無人能抗拒，但大雄還是執意為之，陰錯陽差之下，不僅誤讓胖虎愛上小夫，甚至讓靜香愛上了出木杉。
後來，大雄决定勤奋学习，争取赶上出木杉，可惜因溫習錯了科目而在測驗時拿0分。大雄認為自己太沒用，若娶了靜香將使她一生困苦，便採取各種手段斷絕和她的關係，最後甚至服用讓任何人討厭自己的道具以避免靜香接近，但因喝下太多而使自己非常難受。然而赶到大雄家的靜香，克服道具的惡臭而救下大雄。哆啦A梦透露这是大雄和静香发展关系，最终步入婚姻殿堂所迈出的第一步。
從時光電視看到年長的大雄因病拒绝了静香登山的邀请，让她深陷困境，年輕的大雄決定拯救在暴风雪中跟大队散開的年长的静香。他努力帮助静香脫險卻幫倒忙，不過这样的舉動反倒让静香觉得之前對大雄生氣太過冷酷，說出答應大雄先前的求婚後就昏迷了。大雄背起靜香去尋找任意門，卻滾下山坡把腳給扭傷，眼鏡也不見了，只好試圖將這記憶傳達給年长的自己。方法果然奏效，年長的大雄及時出現救出二人。大雄後因為好奇想去看自己娶靜香的一天，但哆啦A夢卻弄錯時間，跑到了結婚前一天。但他听到静香父亲也接受女儿出嫁及對大雄留下好評後，他們就放心的回到原本的时代。
大雄的未来已经变好，並用竹蜻蜓衝向高空大喊好幸福，這使得哆啦A梦的返回程序啟動，命令他在48小时内返回未来。大雄注意到哆啦A梦因担心自己而舍不得离开，於是与胖虎展开了残酷的搏鬥，以证明没有哆啦A梦也能保护好自己。對大雄的执着感到驚恐的胖虎終於宣佈投降，哆啦A梦含泪在离开的前一天把傷痕累累的大雄带回家，然後默默地離開了。
愚人节当天，胖虎和小夫捉弄大雄，让他误以为哆啦A梦回来了。愤怒中的大雄喝下了哆啦A梦臨走前留给他的药水「謊言800」，這道具會使大雄說的任何話都成為謊言。完成了对小夫和胖虎的复仇后，大雄回到家里，感叹道「哆啦A梦再也不会回来了」，但让他惊讶的是，哆啦A梦在药水的作用下突然回来。重逢的两个人相互拥抱，流下了幸福的泪水。

## 配音員
| 角色            | 配音員     | 配音員              | 配音員                | 配音員            |
| 角色            | 日本       | 臺灣                | 香港                  | 中国大陆          |
| --------------- | ---------- | ------------------- | --------------------- | ----------------- |
| 哆啦A夢         | 水田山葵   | 陳美貞              | 林保全                | 刘纯燕            |
| 大雄            | 大原惠     | 楊凱凱              | 陸惠玲                | 伍凤春            |
| 年大雄          | 妻夫木聰   | 宋昱璁              | 黎景全                | 韩庚              |
| 靜香            | 嘉數由美   | 許淑嬪              | 梁少霞                | 张艾 周冬雨（青年） |
| 胖虎            | 木村昴     | 于正昇              | 陳卓智                | 王磊              |
| 小夫            | 關智一     | 劉傑                | 黃鳳英                | 马小骥            |
| 出木杉          | 萩野志保子 | 王貞令 孟慶府（年） | 馬慧琪                | 张璐              |
| 野比世修        | 松本幸     | 劉如蘋              | 郭碧珍                |                   |
| 野比玉子        | 三石琴乃   | 許淑嬪              | 蘇青鳳                | 林兰              |
| 野比大助        | 松本保典   | 劉傑                | 李建良                |                   |
| 靜香爸爸        | 田原阿留野 | 康殿宏              | 陳旭恆 李忠強（未來） | 张云明            |
| 胖虎媽媽        | 竹內都子   | 王貞令              | 葉嘉敏                |                   |
| 胖妺            | 山崎香草   | 陳凱莉              | 賴芸芬                |                   |
| 老師            | 高木涉     | 劉傑                | 黃文偉                |                   |
| 女同學          |            | 徐瑀甄              |                       |                   |
| 路人小孩        |            | 陳凱莉              |                       |                   |
| 路人母親        |            | 魏晶琦              |                       |                   |
| 路人父親        |            | 康殿宏              | 黎景全                |                   |
| 婚禮會場櫃台    |            | 劉如蘋              |                       |                   |
| 多啦A夢程式系统 |            | 于正昇              | 陳振聲                |                   |

- 本電影既是香港多年來聲演多啦A夢的資深配音員林保全的遺作（其後郭碧珍亦離世），亦是第四代胖虎配音員陳卓智暫別無綫電視前的最後作品。
- 日本尚有其他配音人員：北村謙次、児玉明日美、後藤光祐、佐藤美由希、寺島惇太、天神林ともみ、まつだ志緒理、三木美、Lynn、渡辺拓海

## 制作团队
- 原作：藤子·F·不二雄
- 劇本：山崎貴
- 導演：八木龍一、山崎貴
- 製作：2014「STAND BY ME 哆啦A夢」製作委員會（SHIN-EI動畫、藤子·F·不二雄製作公司、小學館、朝日電視台、ADK、小學館集英社製作、東寶、電通、白組、ROBOT、朝日放送、名～電、阿部秀司事務所、北海道電視台、九州朝日放送、廣島HOME電視台）
- 製作：SHIN-EI動畫、白組、ROBOT
- 製作協力：藤子·F·不二雄製作公司、阿部秀司事務所
- 發行：東寶

## 原声资料
| STAND BY ME 哆啦A夢 Original Soundtrack | STAND BY ME 哆啦A夢 Original Soundtrack | STAND BY ME 哆啦A夢 Original Soundtrack |
| 曲序                                    | 曲目                                    | 时长                                    |
| --------------------------------------- | --------------------------------------- | --------------------------------------- |
| 1.                                      | 大雄的一天（）                          | 2:13                                    |
| 2.                                      | STAND BY ME 哆啦A夢 开头标题音乐（）    | 1:09                                    |
| 3.                                      | 我是哆啦A梦（）                         | 0:54                                    |
| 4.                                      | 竹蜻蜓（）                              | 2:48                                    |
| 5.                                      | 四次元口袋（）                          | 3:25                                    |
| 6.                                      | 一见钟情蛋（）                          | 1:14                                    |
| 7.                                      | 小夫之爱（）                            | 0:48                                    |
| 8.                                      | 作战失败（）                            | 1:13                                    |
| 9.                                      | 失恋（）                                | 2:02                                    |
| 10.                                     | 学习（）                                | 1:01                                    |
| 11.                                     | 考试成绩（）                            | 2:00                                    |
| 12.                                     | 永别了，静香（）                        | 3:53                                    |
| 13.                                     | 厌恶药水（）                            | 2:02                                    |
| 14.                                     | 我的未来（）                            | 2:59                                    |
| 15.                                     | 青年大雄（）                            | 2:11                                    |
| 16.                                     | 传递，这份记忆！（）                    | 1:55                                    |
| 17.                                     | 朋友（）                                | 2:55                                    |
| 18.                                     | 未来飞行（）                            | 1:37                                    |
| 19.                                     | 结婚前夜（）                            | 2:59                                    |
| 20.                                     | 哆啦A梦的泪（）                         | 1:31                                    |
| 21.                                     | 约定（）                                | 4:10                                    |
| 22.                                     | 重逢 ～谎话800创造的奇迹～（）          | 1:57                                    |
| 总时长：                                | 总时长：                                | 46:56                                   |

| 曲別        | 歌曲名稱              | 作詞   | 作曲   | 編曲             | 演唱者 | 備註                                                               |
| 主題曲 日語 | 《向日葵的約定》 （ひまわりの約束） | 秦基博 | 秦基博 | 秦基博、皆川真人 | 秦基博 | 日本創作歌手                                                       |
| 主題曲 英語 | 《Stand By Me》       |        | Fiver  |                  | Fiver  | 西班牙樂團                                                         |
| 主題曲 國語 | 《向日葵的約定》      | 王雅君 | 秦基博 |                  | 金貴晟 | 中國歌手，中国大陆引进方官方授权，仅作为宣传，未在电影院版本播出。 |

- 存在名為《奉獻》的粵語版本，由楊熙填詞，於2015年1月18日的2014年度勁歌金曲頒獎典禮由歌手林欣彤、小塵埃、林奕匡、胡鴻鈞演唱，以紀念在電影粵語版上映前離世的多啦A夢粵語配音員林保全[3]。該曲並非電影的官方主題曲，也未有在電影中播出。

## 票房
影片在全球60个国家和地区上映，包括中國大陸、韩国、台灣、香港、澳门、新加坡、马来西亚、文莱、越南、泰国、老挝、柬埔寨、缅甸、菲律宾、印度尼西亚、印度、尼泊尔、巴基斯坦、孟加拉国、斯里兰卡、马尔代夫、不丹、阿尔及利亚、阿富汗、巴林、乍得、科摩罗、吉布提、埃及、厄立特里亚、伊拉克、约旦、科威特、黎巴嫩、利比亚、毛里塔尼亚、摩洛哥、阿曼、巴勒斯坦、卡塔尔、沙特阿拉伯、索马里、苏丹、南苏丹、叙利亚、突尼斯、阿拉伯联合酋长国、西撒哈拉、也门、伊朗、埃塞俄比亚、意大利、圣马力诺、梵蒂冈、马耳他、摩纳哥、瑞士、西班牙、法国和美国。
影片于2014年8月8日在日本上映，上映後40日累计達到70億日圓、第76日突破80億日圓，為2014年日本上映電影票房首位。票房收入在上映以來曾經連續5週獲得票房首位。
影片于2014年12月19日在臺灣上映，臺北上映首天票房達33萬新台幣，而首週即達218萬，全臺則達到854萬票房，成績較以往亮眼。而在上映多週後，臺北票房最終累計1143萬，全台突破2600萬。是次電影亦成為哆啦A夢系列電影在臺灣的最高票房記錄。
影片于2015年2月5日在香港上映，兩個多月最終票房累計4689萬港元，先後創下多項票房記錄，包括：哆啦A夢系列電影在港最高票房紀錄、首部在港票房突破一千萬的多啦A夢系列電影、香港最高開畫票房日本片、日本電影在港最高票房紀錄
、2015年賀歲電影票房冠軍（也是首部賀歲檔票房冠軍動畫）和香港上映的動畫電影歷來票房紀錄第三位。
影片于2015年5月28日在中国大陆上映，上映3日内票房突破1.45亿人民币，打破中国大陆上映的动画电影最高单日票房记录。这也是自2012年6月《赛罗·奥特曼 THE MOVIE 超决战！贝利亚银河帝国》在大陆上映以来，首部在大陆上映的日本电影作品。首周四日2.4亿居冠。至6月26日結束放映時累計票房達5.3億人民幣（約106億日圓），較日本國內票房更高。
另外，电影的蓝光分普通版和豪华版，连同DVD由波丽佳音发行。
| 上一届： 《神劍闖江湖 京都大火篇》 | 2014年日本週末票房冠军 第32-36周                     | 下一届： 《神劍闖江湖 傳說的最終篇》 |
| 上一届： 《金牌特務》              | 2015年香港一週票房冠军 第7-8周（2月16日—3月1日）     | 下一届： 《雛妓》                    |
| 上一届： 《金牌特務》              | 2015年香港週末票房冠軍 第7-8周（2月16日—3月1日）     | 下一届： 《雛妓》                    |
| 上一届： 《复仇者联盟2：奥创纪元》 | 2015年中国内地一周票房冠军 第22周（5月25日—5月31日） | 下一届： 《末日崩塌》                |

## 評價
2022年4月，「Japan Web Magazine」評選30部不限年份的最佳日本動畫電影，《STAND BY ME》排名第22名。

## 奖项
| 年份 | 大奖                               | 奖项                      | 提名                          | 结果   | 参考   |
| ---- | ---------------------------------- | ------------------------- | ----------------------------- | ------ | ------ |
| 2014 | 第3届光點日本奖                    | 3D技術運用头等奖          | 《哆啦A梦：伴我同行》         | 獲獎   | [ 25 ] |
| 2014 | 第27届日刊体育电影大奖             | 导演奖                    | 山崎貴                        | 獲獎   | [ 26 ] |
| 2014 | 第18届日本新媒体动漫艺术节动画部门 | 评委会推荐作品            | 《哆啦A梦：伴我同行》         | 獲獎   | [ 27 ] |
| 2014 | 第31届黃金收入獎                   | 最優秀金獎                | 《哆啦A梦：伴我同行》         | 獲獎   | [ 28 ] |
| 2014 | 第24届日本電影影評人大獎           | 終身成就獎                | 梅澤道彦（製片人）、 阿部秀司 | 獲獎   | [ 29 ] |
| 2014 | 第1屆豆瓣電影年度榜單              | 评分最高的动画片          | 《哆啦A梦：伴我同行》         | 獲獎   | [ 30 ] |
| 2014 | 第68届每日電影獎                   | 最佳動画電影              | 《哆啦A梦：伴我同行》         | 提名   |        |
| 2014 | 第18屆日本網絡電影節               | 日本電影獎                | 《哆啦A梦：伴我同行》         | 第17位 | [ 31 ] |
| 2014 | 第18屆日本網絡電影節               | 難忘作品獎                | 《哆啦A梦：伴我同行》         | 第9位  | [ 31 ] |
| 2015 | 夕張國際奇幻電影節                 | VFX日本大獎               | 八木龙一                      | 獲獎   | [ 32 ] |
| 2015 | 第6届三维创意艺术奖                | 外國動畫評審團獎          | 《哆啦A梦：伴我同行》         | 獲獎   | [ 33 ] |
| 2015 | 第38届日本电影金像奖               | 最佳动画片奖              | 《哆啦A梦：伴我同行》         | 獲獎   | [ 34 ] |
| 2015 | 第57屆藍絲帶獎                     | 最佳影片奖                | 《哆啦A梦：伴我同行》         | 提名   |        |
| 2015 | 东京动画奖                         | 年度最佳动画              | 《哆啦A梦：伴我同行》         | 獲獎   | [ 35 ] |
| 2015 | 东京动画奖                         | 剧场版电影类优秀奖        | 《哆啦A梦：伴我同行》         | 獲獎   | [ 35 ] |
| 2015 | 第20届AMD大奖                      | 優秀獎                    | 《哆啦A梦：伴我同行》         | 獲獎   | [ 36 ] |
| 2015 | 第34届藤本賞                       | 大獎                      | 《哆啦A梦：伴我同行》         | 獲獎   | [ 37 ] |
| 2015 | ISUM新娘音樂獎2015                 | 婚禮中最受歡迎歌曲/藝術家 | 秦基博《向日葵的約定》        | 獲獎   | [ 38 ] |
| 2015 | JOYSOUND年度綜合排名               | 第一位                    | 秦基博《向日葵的約定》        | 獲獎   | [ 39 ] |

## 与原作的差异
在電影版中，哆啦A夢被設定為只要大雄感到幸福，哆啦A夢就必須在48小時內強制回到未來世界，如果哆啦A夢不從命令，系統會給予電擊。這種對哆啦A夢造成傷害的設計是原作中從來不曾出現過、也完全沒有相關設定的，這個設計甚至被質疑違反作者的本意。
此电影与原作的差异：
- 《从未来之国千里迢迢而来》：哆啦A梦第一次见到大雄是在元旦白天，而电影改成夏天晚上。
- 《再见，静香》：
  - 收到大雄所归还漫画书的是静香的妈妈，而电影变成了静香的爸爸。
  - 原作中为了让静香讨厌自己，大雄偷窥静香裙子下摆，而电影改成大雄用力掀起静香裙子（但大雄實際是沒有看到）。
  - 原作中静香打大雄頭後氣沖沖離去被电影改成静香扇了大雄一记耳光后離去。
  - 原作中的厌恶药是药片型，動畫里是像洗发水瓶子般的药水，而电影則是盛装在像葫蘆瓶子的药丸（像糖果），用吸管吸食。
- 《雪山的浪漫史》：
  - 原作中大雄用時光布變成大人後獨自前往，而静香登山时没病。电影则是兩人並行，不過當大雄需要帮助时，哆啦A梦正在呼呼大睡，而静香病得昏过去瀕臨生命垂危。
  - 原作中静香在爬山后決定嫁給大雄，电影则是静香在和大雄待在山洞里答應了求婚，爾後再由大雄告訴成人大雄。
- 《大雄结婚前夜》：
  - 原作中是排練白雪公主，电影则是灰姑娘
  - 原作中哆啦A梦和大雄借助竹蜻蜓偷听到静香父女的谈话，电影则是使用隐形斗篷。
- 《再见，哆啦A梦》和《哆啦A梦回来了》：原作中小夫穿着哆啦A梦套装捉弄了大雄。而电影改成小夫骗大雄水管里有槌之子（台灣翻成「土龍」），實際上裡面是狗。
- 《2112年哆啦A夢的誕生》被藤子·F·不二雄生前親自落槌認定稱為「哆啦A夢誕生的最終版本」，以此對比有幾點不同。
  - 角色對白差异：電影中多啦A夢和世修首次跟大雄見面時多啦A夢說出了首次食用銅鑼燒，問這是甚麼食物。而早在原作中，由哆啦咪子送給哆啦A夢一個銅鑼燒餅，因此他愛上了銅鑼燒。兩者都各不相同，不過電視動畫版本確實出現被電影採用的劇情。

## 軼事
- 在香港，為紀念多年來為多啦A夢配音的資深配音員林保全，電影開始前加插了一段由其女兒林芷筠讀出的獨白。
- 2015年4月27日，作为中国大陆上映前宣传，推出中国风宣传海报，海报将哆啦A梦、大雄、静香与中国京剧元素结合在一起[41]。